# チュオン・タン・サン
チュオン・タン・サン（張 晋創、ベトナム語：Trương Tấn Sang、1949年1月21日 - ）は、ベトナムの政治家。第5代ベトナム社会主義共和国主席、ベトナム共産党政治局員兼書記局員を務め、党内序列は第2位であった。第9期、第10期、第11期、第12期国会議員。法学士。

## 経歴
南ベトナムのロンアン省ドゥックホア県ミーハン村に生まれる。ベトナム共和国の支配に反して学生運動に参加し、1969年12月20日、ベトナム労働党（後の共産党）に入党。1975年のサイゴン陥落後は労働組合工作に従事した。
1991年6月、第7回党大会において党中央委員に選出。同年、ホーチミン市人民委員会（市政府）委員長に任命された。
1996年、ホーチミン市党委員会書記に就任する。この直後の第8回党大会において党政治局員に選出され、党内序列第14位となる。この時、サンおよびグエン・タン・ズンは40歳代の若さで政治局入りしたことで注目された。2000年1月6日、党経済委員会委員長に就任したが、政治局の人事は通常、5年に1度の党大会に合わせて行われるため異例のことであった。
2001年4月、第9回党大会において政治局員に再選され、序列10位に昇格。2003年1月の第9期党中央委員会第7回総会第2部において、ホーチミン市を拠点とした暴力団組織「ナム・カム一味」に関連し、同市党委書記時代の管理責任を問われ譴責処分を受けた。
2006年4月、第10回党大会において政治局員および書記局員に選出され、序列第5位となる。同年5月5日の党政治局決定に基づき、党務を取り仕切る書記局常務に就任した。
2011年1月、第11回党大会において政治局員に再選され、序列2位に昇格。同年2月、党政治局決定 (No.01-QDNS/TW) に基づき、書記局員に再任された。7月25日、国会で行われた投票で、97.4%の賛成により国家主席に選出された。
日本の政財界に古くから知己も多く、知日派としても知られる。2011年6月に外務省賓客として訪日した際には、3ヶ月前に東日本大震災で津波被害を受けた千葉県旭市へ慰問した。
2016年1月の第12回党大会において党中央委員の候補から外され、引退することが確定。3月31日の第13期国会第11回会議において辞任案が承認され、4月2日のチャン・ダイ・クアン新主席の選出をもって辞任した。

## 年譜

### 主な経歴
- 1973年 - 1975年：党中央統一委員会において勤務
- 1975年 - 1978年：新経済区建設委員会副委員長、ホーチミン市農場・新経済区団党委員会書記
- 1979年 - 1986年：ホーチミン市農場局長、同市林業局長、同市党委員会委員候補を経て党委員会委員
- 1986年 - 1991年：ホーチミン市農業局長を務めたのち同市党委常務委員
- 1991年 - 1992年：ホーチミン市党委常任副書記
- 1991年：党中央委員（第7回党大会）
- 1992年：ホーチミン市人民委員会副委員長、人民委員長代行
- 1992年：国会議員当選（第9期。ホーチミン市選出）
- 1993年：ホーチミン市人民委員長
- 1996年：ホーチミン市党委書記，政治局員（第8回党大会）
- 1997年：国会議員再選（第10期。ホーチミン市選出）
- 2000年：党中央経済委員長
- 2001年4月：政治局員再任（第9回党大会）
- 2002年5月：国会議員再選（第11期。ホーチミン市選出）
- 2006年4月：政治局員再任、書記局員（第10回党大会）
- 2006年6月：書記局常務委員
- 2011年1月：政治局員再任、書記局員（第11回党大会）
- 2011年7月：第13期第1回国会において国家主席に就任
- 2016年4月：第13期第11回国会において国家主席を退任

### 訪日歴
- 1993年9月：外務省オピニオン・リーダー招聘
- 1995年5月：日経「アジアの未来」シンポジウムに出席
- 2000年：日本共産党大会出席
- 2011年6月：外務省賓客として訪日
- 2014年3月16日 - 19日：国賓として訪日[13]
  - 3月16日、茨城県の農業関連施設を訪問、ローズポークを試食した[14][15]。